# Maison de la paix (Genève)
Pour les articles homonymes, voir Maison de la paix.
La Maison de la paix est un bâtiment appartenant à l'Institut de hautes études internationales et du développement à Genève. Le bâtiment a été conçu par Eric Ott du cabinet IPAS de Neuchâtel. Il sert de siège à l'Institut universitaire et abrite les trois Centres de Genève, qui comprennent le Geneva Centre for Security Policy (GCSP), le Centre international de déminage humanitaire de Genève (CIDHG) et le Centre de Genève pour le contrôle démocratique des forces armées (DCAF). Il est l'élément principal du "Campus de la paix" de Genève.

## Architecture du bâtiment
La Maison de la paix est construite comme une série de divisions interconnectées, chacune, vue d'en haut, se présentant comme un pétale de fleur. Le projet complet comprend six pétales, les pétales numéro un et deux abritant les principales activités de l'Institut des hautes études et les pétales trois à six abritant les trois Centres de Genève, tous soutenus par la Confédération suisse en tant que fondations internationales,. Sa surface brute de planchers est de 35 000 m2 et son volume intérieur est de 123 500 m3. L’Institut des hautes études  occupe 12 000 m2, dont 4 500 sont dédiés à la bibliothèque Kathryn and Shelby Cullom Davis, sur 2 étages. L'Institut des hautes études dispose en outre de trois amphithéâtres. Le principal d'entre eux est l’auditorium Ivan Pictet, 600 places (divisible en deux salles de 400 et 200 places). Enfin, les activités de l'Institut bénéficient de dix salles de séminaire, treize salles de cours et d'une cafétéria de 170 places avec une terrasse de 60 places.
La conception en pétales permet une utilisation maximale de la lumière naturelle dans la structure. Les pétales un à trois ont de grands atriums ouverts qui utilisent des puits de lumière pour "tirer" la lumière du soleil du toit à travers le centre de chaque pétale. La façade du bâtiment comporte une “double peau” : la peau intérieure est équipée d’un triple vitrage à haute performance, pour l'isolation thermique, et de stores à commande optimisée, pour la régulation de l’ensoleillement et de l’absorption ou de la déperdition de chaleur dans les bureaux par rayonnement. La peau extérieure est constituée d'une paroi de verre de double épaisseur qui permet une meilleure isolation phonique et offre une protection contre les poussières ferroviaires et urbaines (le bâtiment surplombant les voies ferrées conduisant à la gare de Cornavin).
Reliée en outre au réseau thermique Genève-Lac-Nations (GLN) qui fournit le chaud et le froid par échangeur à partir de l’eau du lac, sans consommation d’énergie fossile et sans dégagement d’oxyde de carbone, la Maison de la paix a été considérée comme l'un des bâtiments les plus écologiques de Suisse Romande au moment de son achèvement, sa conception étant labellisée Minergie (2009). 
Par ailleurs, un grand soin a été apporté à la finition de l'intérieur du bâtiment. Les matériaux et revêtements utilisés s’inspirent de l'univers industriel mais ont été soigneusement intégrés à cette réalisation de type tertiaire. La signalétique du bâtiment a été spécialement créée par des étudiants de la Haute École d'art et de design Genève.

## Inauguration
Les deux premiers pétales ont été inaugurés en septembre 2013 lors de la conférence d'ouverture annuelle donnée par Kofi Annan, l'un des anciens élèves les plus connus de l'Institut. Les cours de l'Institut des hautes études ont commencé immédiatement après dans ces nouveaux locaux.

## Bibliothèque
La bibliothèque de la Maison de la paix porte le nom de bibliothèque Kathryn and Shelby Cullom Davis en l'honneur des philanthrope et ancienne élève de l'Institut des hautes études Kathryn Wasserman Davis (en) et de son mari Shelby Cullom Davis (en) qui ont soutenu financièrement l'Institut. La bibliothèque compte 300 000 ouvrages et 3 500 films en lien avec le curriculum de l'Institut en affaires internationales, études de développement et paix, et est abonnée à 430 revues et journaux.